# 大東京鬼嫁伝
『大東京鬼嫁伝』は、仲間只一による日本の漫画。『週刊少年ジャンプ』（集英社）2021年23号において読み切りが掲載され、2022年40号から2023年18号まで連載された。

## ストーリー
鬼の少女の愛火は、奥飛騨の渓流にて溺れていたところを旅行中の通りがかりの少年・花札進太に救助され、結婚の約束を交わす。そして10年後、結婚の約束を果たすため、進太のいる東京へ上京。花札家での同居生活を始める。進太に宿る神血を狙う者や、進太と愛火の仲を快く思わない者など東京で悪事を働くもののけたちと戦う下町バトルコメディ。

## 登場人物
担当声優は読み切り版 / 連載版の順に表記。ひとりのみの記載の場合は特記がない限りボイスコミックでの配役。 

### 主要人物
愛火 童子（まなか どうじ）
声 - 小倉唯
本作のヒロインで通称は「愛火」。鬼のもののけで16歳の少女。10年前に奥飛騨の渓流にて溺れていたところを進太に救助され、彼と結婚の約束をする。約束を果たすため、10年後に上京し進太と再会。進太に宿る神血を狙うもののけから進太を護るため、花札家に居候する。進太への偏執的な愛情ゆえか、ヤンデレの素質があり、進太にまとわりつく異性に厳しい態度をとる。エキセントリックでキレやすい。本名は「朱天室原守 愛火童子（しゅてんむろはらのかみ まなかどうじ）」。異界の国・朱天室原の姫。
花札 進太（はなふだ じんた）
声 - 朝田陽貴（少年期 - 黒崎しおり） / 畠中祐（少年期 - 北﨑ひとみ）
主人公。東京都中央区に住む17歳の高校生。父の残した借金を返済するためバイト漬けの日々を送る。愛火と再会した時、10年前の約束を忘れていたが、けろるに襲撃された際に記憶を思い出し、愛火を家族として迎えた。家族を守るためならなんでもする決意を持っている。自身に宿る神血を狙い襲ってくるもののけとの戦いを経て神血を覚醒させていき、自分の運命と向き合う。

### 花札家

#### 家族
花札 まつり（はなふだ まつり）
声 - 倉本春奈
花札家の長女・世帯主で進太とつむぎの非血縁の姉。年齢不詳。酒好きで陽気な性格。物語開始時は求職中。初対面の愛火を鬼滅の刃のコスプレをしている小学生と勘違いもしたが、押しかけ女房気味な彼女の同居には即承諾した。
花札 つむぎ（はなふだ つむぎ）
声 - 櫻井海亜
花札家の次女でまつりと進太の非血縁の妹。しっかり者の小学生。眼鏡をかけショートカットの髪型をしている。特撮が趣味で、語りだすと饒舌になる。
花札 心吉
声 - 常盤昌平
進太の祖父。物語開始時点では故人。遺言を吹き込んだカセットテープと葬薙をかばねに託した。

#### 他の同居人
翠川 けろる（みどりかわ けろる）
声 - 小鹿なお
蛙のもののけ。進太の神血を嗅ぎ付け、彼を食おうと愛火を襲撃するが撃退される。ルームメイトから部屋を追い出され、流れ着いた町工場のバイトで進太と再会し、愛火に襲撃の件を謝罪。友人になる。その後もバイトをクビになり続け行くあてのなくなったところをまつりに拾われ花札家に居候する。語尾は「にょ」。
猫又 みゃーこ（ねこまた みゃーこ）
猫のもののけ。妖術で動物と会話できる。愛火とはもののけ尋常学校卒業時の同級生であるが、何度も留年しているため、年齢不詳。アイドルを目指して上京するも、夢破れて野良猫と路上生活を送っていた。進太の神血に目をつけ、それを売って生計を立て直そうと進太を拉致する。愛火と一戦を交えようとするも、使役していた野良猫たちが命令を拒否したため、戦わずして敗れた。見かねた進太に誘われ花札家に居候する。
不死身 かばね（ふじみ かばね）
ゾンビのもののけ。異界の元・天才科学者。進太の祖父から遺言を吹き込んだカセットテープと葬薙を預けられていて、花札家の地下室にて進太が訪れるのを待っていた。それらを進太に託して以降も、そのまま花札家に居着く。

### 厄災世代
愛火ともののけ尋常学校の同期生で災害級の問題児たちの世代。
鎮西 たぬきよ（ちんぜい たぬきよ）
狸のもののけ。在学中、執拗に愛火に決闘を迫り辟意させていた。卒業後、異界の忍者集団「青春ずんどこ党」の副統領に就任。ある者の依頼を受け、愛火と進太を生け捕りにするために東京へ赴くが、愛火との勝負に負け手を引く。
骨喰 むくろ（ほねばみ むくろ）
飛び級で愛火と同期になった異界の才女。在学中から愛火を慕っており、愛火との王国をつくるための人界侵略秘密結社「がしゃどくろん」を結成する。そのため妬ましい進太に愛火との絶縁を迫る。
兎皮四姉妹（うさかわよんしまい）
兎のもののけの極悪姉妹。異界の刑務所に収監されていたが、ある者の手引きにより釈放される。愛火と進太を生け捕りにするため、まつりとつむぎ、けろるを人質にとる。
兎皮 はーもにー（うさかわ はーもにー）
四姉妹の長女。リーダー格の四女に怯えている。まつりに擬態して進太をおびき寄せるが進太にワンパンで倒された。
次女
名前不明の四姉妹の次女。分身能力を持つ。葬薙を解放させた進太に倒された。
兎皮 みるく（うさかわ みるく）
四姉妹の三女。神血に覚醒したばかりの進太を追い詰めるも加勢にかけつけたみゃーこに倒された。
兎皮 こりん（うさかわ こりん）
四姉妹の四女でリーダー格。愛火に負けて刑務所送りにされたことを根に持っている。
虚木 怪童（うつろぎ かいどう）
霊魂の集合体のもののけ。ボクっ娘。祭士連のメンバーとなり進太をスカウトするために接触する。魚人頭領を退治した進太に祭士の証を与え祭士と認めた。

### 朱天室原
鬼の一族が治める異界の国。愛火の故郷。
カンダタ
朱天室原の守衛隊長。不法入国した進太たちを抹殺するつもりだったが、愛火のために来たことを知ると進太に城へ侵入させる手引きの協力をする。
朱天室原守 蘭焱（しゅてんむろはらのかみ らんか）
朱天室原の女王。愛火の養母。通称「おばさま」。戦乱の絶えなかったこの国を女手一つでまとめあげたが世継ぎに恵まれず、実家の政争で身寄りを失った愛火を養子にもらい受けた。愛火を自らの望む姫に育て上げようとしたが、格式を嫌う愛火が進太のもとへ出奔。進太が愛火とつりあう人間かを見定めるため、カニ男、たぬきよ、兎皮を差し向け、失敗すると愛火に密通の罪を着せて連れ戻した上で進太を朱天室原に誘い出し、根性試しを謀る。

### その他のもののけ
つぼ男 / 窃盗犯
声 - 照井悠希
築地で窃盗を働くもののけ。吉橋の形見の高級バッグを盗んだ張本人。愛火に捕縛され、盗んだバッグを返却した。
ダイオウリキシモドキ
両国のテナントビルに居着いた相撲好きのもののけ。鉄砲稽古と称してビルを破壊し被害を出しているため、吉橋より進太に退治依頼の連絡が入った。
カニ男
蟹のもののけ。「被食用」として何者かに異界宅配便で花札家へ送られた。
キャプテン
ラーメン屋「煉獄夫婦舟」の店長に扮するもののけ。半額券のチラシに釣られて来店した客に、睡眠薬を盛ったラーメンを食べさせ、それらを自分の獲物としていた。仲間が祭士に退治されたため、祭士の巡回を警戒している。
魚人頭領
半魚人のもののけ。手下とともに中央区の地下に潜み、旧築地市場を滅ぼそうと企んでいた。進太と愛火に、祭士連へのスカウトから手を引く条件として怪童より退治を任される。
ヒトダマ
進太の通う高校の理科室に現れる骨格標本のもののけ。事故死した元生徒の山高衛一（やまだかえいいち）の霊が取り憑いていた。ただ退治するのを不憫に思った進太と愛火は、山高の生前の未練を叶えさせることでの成仏を試みる。
黒蛭之神耶姫（くろびるのじんやひめ）
全身真っ黒の巨大な謎のもののけ。800年前に人界を滅ぼしかけるも、神血の男に葬薙で封印されたと伝えられている。半年前に現れたそれは、異界の凶悪犯罪者《大罪囚》を収監した刑務所《大罪塔》を破壊し、大罪囚とともに姿を消す。人界に解き放たれた大罪囚が活動を本格化させれば、いずれ人界にも黒蛭之神耶姫が出現するだろうと蘭焱は進太に警告した。

### その他の人物
吉橋（よしはし）
声 - 北﨑ひとみ
築地の喫茶店の女主人。臨時バイトの進太と愛火にもののけ退治の仕事を提案する。
宍戸 探幽（ししど たんゆう）
愛火の監視に東京へ赴いた祭士の男性。38歳。愛火に接触するや否や、下着泥棒の容疑で警察に逮捕される。コミック第4巻のおまけコーナーに登場。

## 用語
神血（じんけつ）
花札家の人間に相伝する特異体質。あるいはその血液。進太の祖父も神血だった。神血の血液には莫大な妖力が宿っており、魔を呼び寄せる。数百年に一度、異界と人界を巻き込む異変が起こると、神血の人間が出現して事態を収拾するとされる。800年前に現れた神血は葬薙をふるって黒蛭之神耶姫を封印し、異界を人界を救い青春ずんどこ党の開祖にもなった。そのため、世界を滅茶苦茶にしたいもののけにとって神血は天敵である。また、血の匂いに誘われ食欲につられる低級もののけに襲われやすい。神血の血液は高額取引の対象ともなるため、金に目がくらむもののけに狙われたり、神血の子孫を儲けようとして子種を求めるもののけにも狙われている。
口避けの呪い（くちよけのまじない）
もののけが人界で暮らすための呪い。つむじに呪いを施すことで、人間のもののけに対する違和感をある程度消せる。
異界（いかい）
もののけが棲むこの世ならざる世界。人界との往来は簡単には出来ないが、異界で異変が起こり、それに乗じて人界に出現するもののけがいる。
拾遺もののけ図鑑（しゅういもののけずかん）
表紙に開いている穴を通してもののけを覗くと、そのもののけの情報が開示される図鑑。
魔除けの貝殻（しゅういもののけずかん）
けろるが襲撃のお詫びとして進太に贈った一族の秘宝。ペンダント状に加工されていて、身に着けると神血の匂いを消せる。
葬薙（ほむるなぎ）
異界の神木を加工して作られた神血専用の妖具。バットのような形状をした木刀で、先端に祭士の紋章が描かれ、表面に「喧嘩上等」の文字が彫られている。黒蛭之神耶姫に対抗し得る唯一の武器。
祭士連
人界で悪事を働くもののけを退治する人間（祭士）の集団。進太の祖父も祭士の一人だった。進太は怪童から同組織へのスカウトを持ちかけられるが多忙を理由に断っている。
どこにでも行ける切符
異界の好きなところへ行ける切符。切符に行先を書いて燃やすと移動できる。

## ボイスコミック
2021年7月20日・21日、YouTubeのジャンプチャンネルにて、本作の読み切り版のボイスコミックが公開。2022年11月27日・28日には連載版の第1話から第3話までの内容のボイスコミックが順次公開された。

## 書誌情報
- 仲間只一『大東京鬼嫁伝』集英社〈ジャンプ・コミックス〉、全4巻
  1. 「鬼嫁顕る」2023年2月3日発売[7]、ISBN 978-4-08-883430-6
  2. 「ウチら妖気なもののけ娘」2023年4月4日発売[8]、ISBN 978-4-08-883451-1
  3. 「どこにでも行ける切符」2023年5月2日発売[9]、ISBN 978-4-08-883528-0
  4. 「ただいま」2023年6月2日発売[10]、ISBN 978-4-08-883558-7